# Чемпионат Европы по фехтованию 1999
Чемпионат Европы по фехтованию 1999 года прошёл с 22 по 27 июня в Больцано (Италия). Поединков за третье место в индивидуальном первенстве не проводилось; бронзовые медали получали оба спортсмена, проигравшие полуфинальные бои. Впервые в истории чемпионатов Европы были проведены состязания по фехтованию на саблях среди женщин (личное первенство).

## Общий медальный зачёт
| Место | Страна      | Золото | Серебро | Бронза | Всего |
| ----- | ----------- | ------ | ------- | ------ | ----- |
| 1     | Италия      | 6      | 2       | 2      | 10    |
| 2     | Франция     | 2      | 4       | 1      | 7     |
| 3     | Германия    | 2      | 1       | 3      | 6     |
| 4     | Азербайджан | 1      | 0       | 0      | 1     |
| 5     | Румыния     | 0      | 2       | 2      | 4     |
| 6     | Польша      | 0      | 1       | 2      | 3     |
| 6     | Россия      | 0      | 1       | 2      | 3     |
| 8     | Венгрия     | 0      | 0       | 4      | 4     |
| 9     | Германия    | 0      | 0       | 1      | 1     |
| Всего | Всего       | 11     | 11      | 17     | 39    |

## Медалисты

### Мужчины
| Дисциплина                  | Золото                                                                            | Серебро                                                                     | Бронза                                                                           |
| --------------------------- | --------------------------------------------------------------------------------- | --------------------------------------------------------------------------- | -------------------------------------------------------------------------------- |
| Шпага Личное первенство     | Реми Дельомм                                                                      | Альфредо Рота                                                               | Павел Колобков Бартоломей Куровский                                              |
| Шпага Командное первенство  | Италия · Сандро Куомо · Паоло Миланоли · Альфредо Рота · Давиде Шайер             | Франция · Юг Обри · Эрик Среки · Жан-Франсуа Ди Мартино · Реми Дельомм      | Германия · Арнд Шмитт · Марк Штайфензанд · Йёрг Фидлер · Михаэль Флеглер         |
| Рапира Личное первенство    | Сальваторе Санцо                                                                  | Славомир Моцек                                                              | Хавьер Менендес Марк Марши                                                       |
| Рапира Командное первенство | Италия · Сальваторе Санцо · Алессандро Пуччини · Даниэле Кроста · Джанмарко Аморе | Франция · Антуан Мерсье · Лоран Бель · Франк Буаден · Жером Вейбель         | Польша · Адам Кжесиньски · Пётр Кельпиковски · Славомир Моцек · Войцех Шухницкий |
| Сабля Личное первенство     | Вирадех Котхни                                                                    | Луиджи Тарантино                                                            | Жюльен Пийе Виктор Гэуряну                                                       |
| Сабля Командное первенство  | Франция · Матьё Гурден · Жюльен Пийе · Седрик Сеген · Дамьен Туйя                 | Румыния · Виктор Гэуряну · Флорин Лупейкэ · Константин Санду · Михай Ковалю | Италия · Раффаэлло Казерта · Тони Теренци · Джампьеро Пасторе · Луиджи Тарантино |

### Женщины
| Дисциплина                  | Золото                                                                                 | Серебро                                                                 | Бронза                                                                   |
| --------------------------- | -------------------------------------------------------------------------------------- | ----------------------------------------------------------------------- | ------------------------------------------------------------------------ |
| Шпага Личное первенство     | Имке Дуплитцер                                                                         | Элиза Уга                                                               | Клаудия Бокель Денизе Хольцкамп                                          |
| Шпага Командное первенство  | Италия · Кристиана Кашоли · Элиза Уга · Сара Кристина Кометти · Маргерита Дзалаффи     | Россия · Мария Мазина · Наталья Иванова · Татьяна Фахрутдинова ·        | Венгрия · Адриенн Хормай · Тимеа Надь · Хайналька Тот · Эмеше Такач      |
| Рапира Личное первенство    | Валентина Веццали                                                                      | Моника Вебер                                                            | Лаура Бадя Аннамария Джакометти                                          |
| Рапира Командное первенство | Италия · Диана Бьянкеди · Аннамария Джакометти · Джованна Триллини · Валентина Веццали | Румыния · Роксана Скарлат · Река Сабо · Лаура Бадя · Клаудия Григореску | Венгрия · Аида Мохамед · Эдина Кнапек · Габриэлла Лантош · Каталин Варга |
| Сабля Личное первенство     | Елена Жемаева                                                                          | Сесиль Аржоля                                                           | Наталья Макеева Эдина Чаба                                               |